# King Sonny Black
King Sonny Black ist eine Single des Berliner Rappers Bushido. Das Lied wurde am 2. Juli 2021 veröffentlicht und besteht aus drei Strophen, welche die Rapper Sinan-G, Fler, Bass Sultan Hengzt, den Journalisten Rooz und den Webvideoproduzenten Mois dissen.

## Hintergrund
Bushido nennt sich in seinen Liedern seit 2002 häufig bei seinem Alias Sonny Black, angelehnt an den Alias des italienisch-amerikanischen Mafiosos Dominick Napolitano. Ursprünglich sollte die Single King Sonny Black als erste Singleauskopplung des Soloalbums Sonny Black II dienen. Im Oktober 2021 erklärte Bushido in einem Livestream auf dem Videoportal Twitch, dass King Sonny Black nicht auf dem Album erscheinen wird.
Bushido, der sich 2018 vom mächtigen Berliner Abou-Chaker-Clan trennte, gilt in der Rap-Szene mittlerweile vor allem deshalb als angeschlagen bzw. „vogelfrei“, weil er und seine Familie Polizeischutz in Anspruch nehmen. In der Szene wird so jemand als sogenannter „31er“ bezeichnet, also als einer, der mit der Polizei zusammenarbeitet. Mit der Fortsetzung von dem auf dem Index gelandeten Album Sonny Black erhofft sich Bushido nun wieder an sein Image von 2014 anknüpfen zu können und mit den altbekannten extrem harten Texten zu glänzen. Aktuell gibt er sich als Privatmensch der Öffentlichkeit offen tolerant und als ein Familienmensch. Bushidos letztes Solo-Musikvideo erschien im September 2018. Damals ging es im Lied „Mephisto“, was metaphorisch für „Teufel“ steht, um seine Abrechnung mit dem Abou-Chaker-Clanchef Arafat Abou-Chaker.

## Inhalt
Das Werk zeichnet sich durch seinen aggressiven und provokanten Stil aus, welcher sich von Anfang bis Ende abzeichnet. So rappt er in der dritten Zeile, dass er für einen blutigen Kampf bereit sei und in der fünften Zeile „Sie sind besessen vom Gedanken, mir mein Lebenswerk zu nehm'n.“ Im Refrain singt er, dass all die „Ratten“ im Geschäft gejagt und sein Name gerächt würden.
In der zweiten Strophe deutet er an, irgendwann auf „Rooz“ einzuschlagen, außerdem wird Sinan G als „Sinan Bi“ betitelt und aufgrund seines angeblichen Geschlechtsverkehrs mit einem Transsexuellen „gedisst“.
In der dritten und letzten Strophe werden Fler, Bass Sultan Hengzt und Mois gedisst. Letzterer wird als „Opfer“ betitelt, für seinen angeblichen Drogenkonsum kritisiert / gedisst und dafür, dass er angeblich seine Tochter verleugnet. Die Textstellen gegen Fler und Bass Sultan Hengzt lauten:
„Zwei Sachen hatte Fler nie: Gold und 'ne Familie
Kack' auf dich und diesen Bass Sultan Hengzt
Der Fake-Louis trägt wegen Privatinsolvenz“
Zum Schluss rappt der Künstler, dass nur er, Sonny Black, der einzige deutsche Rapper sei, der kein Schutzgeld zahle. Abschließend sei zu sagen, dass Bushido vor ein paar Jahren im Rahmen einer Generalvollmacht an „Clanchef“ Arafat noch sehr wohl hohe Summen an ihn bezahlt hat und nach dem Bruch steht der Rapper nun unter Polizeischutz durch das Berliner LKA.
Der Beat wurde von Bushido produziert. Er gibt eine Aufbruchstimmung wieder und zieht sich in einem gleichklingenden Stil durch das Lied. Der Beat ist vom Klangstil eher weich, statt hart und laut, mit durchgehenden Bass-Einheiten im Hauptteil.

## Musikvideo
Das Video wurde in den Vereinigten Arabischen Emiraten und Berlin unter der Leitung von Orkan Çe gedreht und zusammen mit der Musik am Release-Tag Freitag, den 2. Juli 2021 um Mitternacht auf YouTube veröffentlicht. An der Produktion war die Gruppe „Wasteland Warriors“ beteiligt. Das in 4K-Auflösung veröffentlichte Video beginnt mit einer Drohnenaufnahme von einer Sandwüste, dann wird „Sonny Black“ im schwarzen Turban mit halbverdeckten Gesicht auf einer Sanddüne gezeigt. Das Video zeichnet sich durch einen düsteren Stil aus. Bushido wird anfangs sitzend in einem Raum mit einem Schwert gezeigt, welches er dann aus dem Holster zieht. In dem Raum sind viele Totenköpfe und hinter dem Künstler ist eine große Totenkopfflagge zu sehen. Zudem kommen immer mal wieder Totenköpfe vor. Das Video stellt eine Art Terminator-Welt dar, in der Sci-Fi-Autos mit Waffen, sowie maskierte und in Rüstung gesetzte „Terminators“ mit Sci-Fi Waffen, welche auf Jagd zu gehen scheinen, gezeigt werden. Ein bewaffneter „Terminator“ ist ohne Rüstung und Maskierung zu sehen und dreht auf einem Grundstück seine Runden, was dasselbe zu sein scheint, auf welchem sich auch Bushido aufhält. Zwischendurch ist Bushido mit dem geöffneten Schwert in der Hand zu sehen. Am Ende taucht eine maskierte Dämonen-Gestalt auf, die ihre Maske und ihren Umhang fallen lässt, ohne dass man ihr Gesicht sieht.

## Rezeption

### Kommerzieller Erfolg
Der Song erreichte Platz 36 der deutschen Singlecharts und war eine Woche in den Charts vertreten. In den Schweizer Charts war der Song eine Woche auf Platz 54 vertreten.

### Kritik
In sozialen Medien reagierten im Lied erwähnte Personen auf das Lied. Der Song wurde von unbekannter Seite bereits Stunden vor dem Release auf der Songtext-Plattform „Genius“ veröffentlicht und die mit Bushido verfeindeten Figuren Rooz und Fler hatten ihn laut ihren Angaben auf Twitter bereits vor Veröffentlichung angehört. Kurioserweise kommt in Bushidos Liedtext eine Beschuldigung an Sinan-G, dem Bruder von Rooz, vor, weil der Rapper „einfach“ einen Song von ihm „geleakt“ habe. Rooz und Fler gaben sich erheitert über den ungeplanten „Leak“ (vorzeitige Veröffentlichung) und hatten für das Werk nur Spott und Gelächter übrig, was über „Social Media“ bereits vor der offiziellen Veröffentlichung des Liedes kundgetan wurde. So wurden die Beats von Rooz als enttäuschend, die Stimme als kraft- und energielos beschrieben. Der Part, wo Bushido verlautbart, dass er trotz allem immer noch das „Game“ dominiere, wurde auch von ihm kommentiert. Er sagte, dass er nur betrunkene Mädchen in Hotelzimmer dominiere und das auch nur zu dritt. Rooz bezieht sich hierbei auf ein im Juni 2021 aufgetauchtes Video, das Bushido zeigt, wie er eine angeblich Minderjährige bedrängt. In einem weiteren Tweet kritisiert er die Textstelle „Harter Rap braucht keine Promophase“, da das Album Sonny Black II seiner Meinung nach selbst eine lange Promophase hat. Hierbei ist zu sagen, dass das Album zwar wegen eines laufenden Gerichtsprozesses von Bushido gegen Arafat Abou-Chaker bis dahin bereits zweimal verschoben worden ist, die Promophase des Albums offiziell aber erst mit der Veröffentlichung der ersten Single, also am 2. Juli begann.
Fler kommentierte das Werk auf Twitter kurz und knapp mit „Schwanzkacksong“.

## Rechtliche Folgen
Im August 2021 entschied ein Richter aufgrund eines Eilantrags von Rooz, dass Bushido gegen die Menschenwürde verstieß, als er diesen in dem Song als eine „Missgeburt“ bezeichnete und drohte im Wiederholungsfalle eine Strafe von 250.000 Euro an. Seitdem ist die entsprechende Textstelle im Song zensiert.